# Institute for Advanced Study

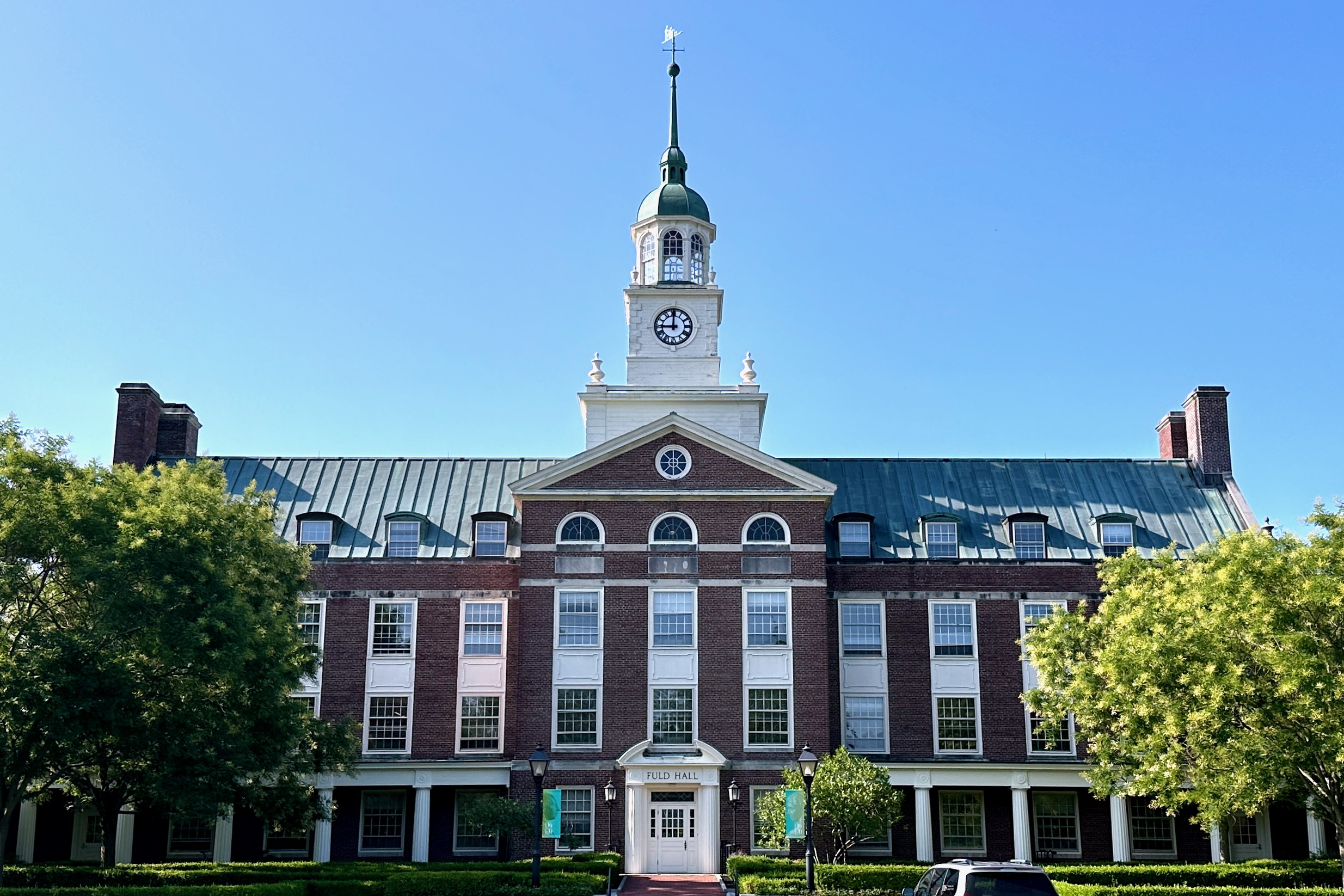
Fuld Hall – główny budynek Instytutu Studiów Zaawansowanych, otwarty w 1939

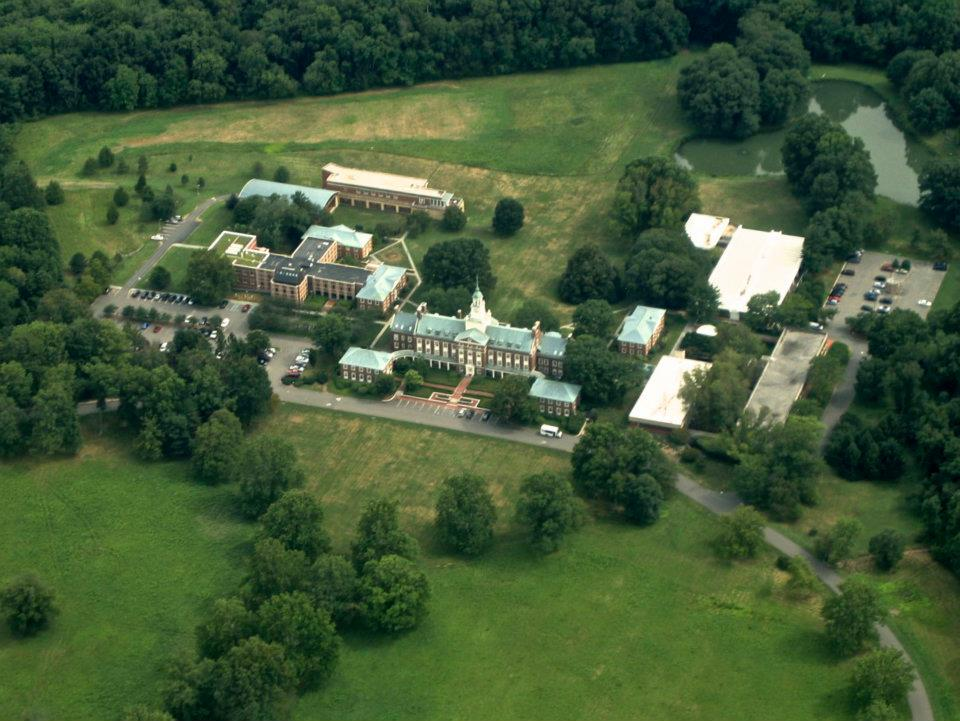
Widok z lotu ptaka

Institute for Advanced Study (Instytut Studiów Zaawansowanych, Instytut Badań Zaawansowanych), IAS – amerykańska prywatna placówka naukowa w Princeton w stanie New Jersey, prowadząca badania podstawowe w wielu dziedzinach nauki, założona w 1930 roku przez pedagoga i reformatora szkolnictwa wyższego Abrahama Flexnera (1866–1959) i filantropów: Louisa Bambergera (1855–1944) i jego siostrę Caroline Bamberger Fuld (1864–1944). Utworzony w okresie narodzin faszyzmu w Europie, instytut odegrał kluczową rolę w transferze kapitału intelektualnego z Europy do Ameryki.
Usytuowany jest na kampusie Olden Lane w południowo-zachodniej części miasta. Tworzą go budynki akademickie, dwie biblioteki, jadalnia, audytorium i budynki mieszkalne dla uczonych. Na instytut składają się: Szkoła Studiów Historycznych, Szkoła Matematyki, Szkoła Nauk Przyrodniczych, Szkoła Nauk Społecznych i Centrum Biologii Systemów.
Co roku 190 najwybitniejszych uczonych z całego świata jest wyróżnianych zaproszeniem do grona członków wizytujących (visiting members). W każdym roku reprezentują oni około stu instytucji naukowych i uczelni i przybywają do IAS z 20-30 krajów.
W Instytucie Studiów Zaawansowanych nie prowadzi się klasycznych zajęć dydaktycznych ani prac zleconych. Nie można w nim uzyskać stopnia naukowego ani tytułu zawodowego. Finanse na badania są przyjmowane od instytucji rządowych, firm i osób prywatnych pod warunkiem, że dawca nie stawia wymagań pod adresem instytutu.

## Pracownicy
Wśród około pięciu tysięcy byłych członków wizytujących jest ponad tuzin laureatów Nagrody Nobla, liczni zdobywcy Nagrody Abela, Nagrody Wolfa, Nagrody MacArthurów i Medalu Fieldsa. Większość z nich to członkowie licznych akademii nauk. Przykłady:
- Albert Einstein,
- Kurt Gödel,
- John von Neumann,
- Robert Oppenheimer,
- Freeman Dyson,
- Edward Witten,
- Jean Bourgain,
- Michael Atiyah,
- Endre Szemerédi,
- Henryk Iwaniec,
- Bohdan Paczyński.